# 6 Hours of Monza 2021

Tor Autodromo Nazionale di Monza

6 Hours of Monza 2021 – długodystansowy wyścig samochodowy, który odbył się 18 lipca 2021 roku. Był on trzecią rundą sezonu 2021 serii FIA World Endurance Championship.

## Harmonogram
| Dzień               | Godzina | Sesja                             | Długość  |
| ------------------- | ------- | --------------------------------- | -------- |
| Piątek, 16 lipca    | 15:30   | Pierwsza sesja treningowa         | 90 minut |
| Sobota, 17 lipca    | 9:30    | Druga sesja treningowa            | 90 minut |
| Sobota, 17 lipca    | 14:00   | Trzecia sesja treningowa          | 60 minut |
| Sobota, 17 lipca    | 18:00   | Kwalifikacje LMGTE Pro i LMGTE Am | 10 minut |
| Sobota, 17 lipca    | 18:20   | Kwalifikacje Hypercar i LMP2      | 10 minut |
| Niedziela, 18 lipca | 12:00   | Wyścig                            | 6 godzin |
| Źródło              |         |                                   |          |

## Sesje treningowe
| Klasa          | Zespół                    | Samochód            | Czas           | Okr.           |
| Sesja pierwsza | Sesja pierwsza            | Sesja pierwsza      | Sesja pierwsza | Sesja pierwsza |
| -------------- | ------------------------- | ------------------- | -------------- | -------------- |
| Hypercar       | #7 Toyota Gazoo Racing    | Toyota GR010 Hybrid | 1:38,401       | 45             |
| LMP2           | #22 United Autosports USA | Oreca 07            | 1:39,373       | 37             |
| LMGTE Pro      | #52 AF Corse              | Ferrari 488 GTE Evo | 1:46,329       | 42             |
| LMGTE Am       | #56 Team Project 1        | Porsche 911 RSR-19  | 1:47,194       | 32             |
| Sesja druga    |                           |                     |                |                |
| Hypercar       | #7 Toyota Gazoo Racing    | Toyota GR010 Hybrid | 1:36,864       | 41             |
| LMP2           | #29 Racing Team Nederland | Oreca 07            | 1:38,545       | 44             |
| LMGTE Pro      | #92 Porsche GT Team       | Porsche 911 RSR-19  | 1:45,590       | 41             |
| LMGTE Am       | #54 AF Corse              | Ferrari 488 GTE Evo | 1:46,737       | 41             |
| Sesja trzecia  |                           |                     |                |                |
| Hypercar       | #7 Toyota Gazoo Racing    | Toyota GR010 Hybrid | 1:36,137       | 32             |
| LMP2           | #28 Jota                  | Oreca 07            | 1:38,910       | 30             |
| LMGTE Pro      | #91 Porsche GT Team       | Porsche 911 RSR-19  | 1:46,253       | 27             |
| LMGTE Am       | #83 AF Corse              | Ferrari 488 GTE Evo | 1:47,080       | 29             |

## Kwalifikacje
Pole position w każdej kategorii oznaczone jest pogrubieniem.
| Poz.   | Klasa     | Zespół                        | Kierowca              | Czas     | Strata  | Poz. s. |
| ------ | --------- | ----------------------------- | --------------------- | -------- | ------- | ------- |
| 1      | Hypercar  | #7 Toyota Gazoo Racing        | José María López      | 1:35,899 | —       | 1       |
| 2      | Hypercar  | #8 Toyota Gazoo Racing        | Brendon Hartley       | 1:35,961 | +0,062  | 2       |
| 3      | Hypercar  | #36 Alpine Elf Matmut         | Nicolas Lapierre      | 1:36,121 | +0,222  | 3       |
| 4      | Hypercar  | #708 Glickenhaus Racing       | Luis Felipe Derani    | 1:36,686 | +0,787  | 4       |
| 5      | Hypercar  | #709 Glickenhaus Racing       | Richard Westbrook     | 1:38,323 | +2,424  | 5       |
| 6      | LMP2      | #31 Team WRT                  | Charles Milesi        | 1:38,527 | +2,628  | 6       |
| 7      | LMP2      | #22 United Autosports USA     | Filipe Albuquerque    | 1:38,557 | +2,658  | 7       |
| 8      | LMP2      | #21 DragonSpeed USA           | Ben Hanley            | 1:38,663 | +2,764  | 8       |
| 9      | LMP2      | #29 Racing Team Nederland     | Nyck de Vries         | 1:38,726 | +2,827  | 9       |
| 10     | LMP2      | #82 Risi Competizione         | Felipe Nasr           | 1:38,829 | +2,930  | 10      |
| 11     | LMP2      | #38 Jota                      | Anthony Davidson      | 1:38,890 | +2,991  | 11      |
| 12     | LMP2      | #70 Realteam Racing           | Loïc Duval            | 1:39,472 | +3,573  | 12      |
| 13     | LMP2      | #34 Inter Europol Competition | Renger van der Zande  | 1:39,491 | +3,592  | 13      |
| 14     | LMP2      | #1 Richard Mille Racing Team  | Sophia Flörsch        | 1:39,905 | +4,006  | 14      |
| 15     | LMP2      | #20 High Class Racing         | Anders Fjordbach      | 1:40,026 | +4,127  | 15      |
| 16     | LMP2      | #44 ARC Bratislava            | Oliver Webb           | 1:40,413 | +4,514  | 16      |
| 17     | LMGTE Pro | #92 Porsche GT Team           | Kévin Estre           | 1:45,412 | +9,513  | 18      |
| 18     | LMGTE Pro | #51 AF Corse                  | Alessandro Pier Guidi | 1:45,477 | +9,578  | 19      |
| 19     | LMGTE Pro | #91 Porsche GT Team           | Gianmaria Bruni       | 1:45,844 | +9,945  | 20      |
| 20     | LMGTE Pro | #52 AF Corse                  | Miguel Molina         | 1:46,214 | +10,315 | 21      |
| 21     | LMGTE Am  | #33 TF Sport                  | Ben Keating           | 1:47,272 | +11,373 | 22      |
| 22     | LMGTE Am  | #47 Cetilar Racing            | Roberto Lacorte       | 1:47,950 | +12,051 | 23      |
| 23     | LMGTE Am  | #56 Team Project 1            | Egidio Perfetti       | 1:48,057 | +12,158 | 24      |
| 24     | LMGTE Am  | #61 AF Corse                  | Christoph Ulrich      | 1:48,227 | +12,328 | 25      |
| 25     | LMGTE Am  | #54 AF Corse                  | Thomas Flohr          | 1:48,403 | +12,504 | 26      |
| 26     | LMGTE Am  | #85 Iron Lynx                 | Sarah Bovy            | 1:48,437 | +12,538 | 27      |
| 27     | LMGTE Am  | #98 Aston Martin Racing       | Paul Dalla Lana       | 1:48,457 | +12,558 | 28      |
| 28     | LMGTE Am  | #388 Rinaldi Racing           | Christian Hook        | 1:48,700 | +12,801 | 29      |
| 29     | LMGTE Am  | #77 Dempsey - Proton Racing   | Christian Ried        | 1:48,766 | +12,867 | 30      |
| 30     | LMGTE Am  | #777 D'Station Racing         | Satoshi Hoshino       | 1:49,128 | +13,229 | 31      |
| 31     | LMGTE Am  | #88 Dempsey - Proton Racing   | Andrew Haryanto       | 1:49,211 | +13,312 | 32      |
| 32     | LMGTE Am  | #86 GR Racing                 | Michael Wainwright    | 1:49,244 | +13,345 | 33      |
| 33     | LMGTE Am  | #46 Team Project 1            | Anders Buchardt       | 1:51,051 | +15,152 | 34      |
| 34     | LMP2      | #28 Jota                      | Stoffel Vandoorne     | —        | —       | 17      |
| 35     | LMGTE Am  | #60 Iron Lynx                 | Claudio Schiavoni     | —        | —       | 35      |
| 36     | LMGTE Am  | #83 AF Corse                  | François Perrodo      | —        | —       | 36      |
| Źródła |           |                               |                       |          |         |         |

## Wyścig

### Wyniki
Minimum do bycia sklasyfikowanym (70 procent dystansu pokonanego przez zwycięzców wyścigu) wyniosło 142 okrążenia. Zwycięzcy klas są oznaczeni pogrubieniem.
| Poz.              | Klasa         | Zespół                        | Kierowcy                                                 | Samochód                 | Opony | Okr. | Czas/Strata   |
| ----------------- | ------------- | ----------------------------- | -------------------------------------------------------- | ------------------------ | ----- | ---- | ------------- |
| 1                 | Hypercar      | #7 Toyota Gazoo Racing        | Mike Conway Kamui Kobayashi José María López             | Toyota GR010 Hybrid      | M     | 204  | 6:01:12,290   |
| 2                 | Hypercar      | #36 Alpine Elf Matmut         | André Negrão Nicolas Lapierre Matthieu Vaxivière         | Alpine A480              | M     | 204  | +1:00,908     |
| 3                 | LMP2          | #22 United Autosports USA     | Philip Hanson Fabio Scherer Filipe Albuquerque           | Oreca 07                 | G     | 200  | +4 okrążenia  |
| 4                 | Hypercar      | #709 Glickenhaus Racing       | Romain Dumas Franck Mailleux Richard Westbrook           | Glickenhaus 007 LMH      | M     | 200  | +4 okrążenia  |
| 5                 | LMP2          | #31 Team WRT                  | Robin Frijns Ferdinand Habsburg Charles Milesi           | Oreca 07                 | G     | 200  | +4 okrążenia  |
| 6                 | LMP2 (Pro-Am) | #29 Racing Team Nederland     | Frits van Eerd Paul-Loup Chatin Nyck de Vries            | Oreca 07                 | G     | 200  | +4 okrążenia  |
| 7                 | LMP2          | #34 Inter Europol Competition | Jakub Śmiechowski Renger van der Zande Alex Brundle      | Oreca 07                 | G     | 199  | +5 okrążeń    |
| 8                 | LMP2          | #28 Jota                      | Sean Gelael Stoffel Vandoorne Tom Blomqvist              | Oreca 07                 | G     | 199  | +5 okrążeń    |
| 9                 | LMP2 (Pro-Am) | #21 DragonSpeed USA           | Henrik Hedman Juan Pablo Montoya Ben Hanley              | Oreca 07                 | G     | 199  | +5 okrążeń    |
| 10                | LMP2 (Pro-Am) | #70 Realteam Racing           | Esteban Garcia Loïc Duval Norman Nato                    | Oreca 07                 | G     | 198  | +6 okrążeń    |
| 11                | LMP2          | #1 Richard Mille Racing Team  | Tatiana Calderón Sophia Flörsch                          | Oreca 07                 | G     | 198  | +6 okrążeń    |
| 12                | LMP2 (Pro-Am) | #20 High Class Racing         | Jan Magnussen Anders Fjordbach Dennis Andersen           | Oreca 07                 | G     | 197  | +7 okrążeń    |
| 13                | LMP2          | #82 Risi Competizione         | Ryan Cullen Oliver Jarvis Felipe Nasr                    | Oreca 07                 | G     | 196  | +8 okrążeń    |
| 14                | LMP2 (Pro-Am) | #44 ARC Bratislava            | Miroslav Konôpka Oliver Webb Matej Konôpka               | Ligier JSP217            | G     | 191  | +13 okrążeń   |
| 15                | LMGTE Pro     | #92 Porsche GT Team           | Kévin Estre Neel Jani                                    | Porsche 911 RSR-19       | M     | 190  | +14 okrążeń   |
| 16                | LMGTE Pro     | #51 AF Corse                  | Alessandro Pier Guidi James Calado                       | Ferrari 488 GTE Evo      | M     | 190  | +14 okrążeń   |
| 17                | LMGTE Pro     | #91 Porsche GT Team           | Gianmaria Bruni Richard Lietz                            | Porsche 911 RSR-19       | M     | 190  | +14 okrążeń   |
| 18                | LMGTE Pro     | #52 AF Corse                  | Daniel Serra Miguel Molina                               | Ferrari 488 GTE Evo      | M     | 190  | +14 okrążeń   |
| 19                | LMGTE Am      | #83 AF Corse                  | François Perrodo Nicklas Nielsen Alessio Rovera          | Ferrari 488 GTE Evo      | M     | 187  | +17 okrążeń   |
| 20                | LMGTE Am      | #98 Aston Martin Racing       | Paul Dalla Lana Augusto Farfus Marcos Gomes              | Aston Martin Vantage AMR | M     | 187  | +17 okrążeń   |
| 21                | LMGTE Am      | #777 D'Station Racing         | Satoshi Hoshino Tomonobu Fujii Andrew Watson             | Aston Martin Vantage AMR | M     | 187  | +17 okrążeń   |
| 22                | LMGTE Am      | #56 Team Project 1            | Egidio Perfetti Matteo Cairoli Riccardo Pera             | Porsche 911 RSR-19       | M     | 187  | +17 okrążeń   |
| 23                | LMGTE Am      | #77 Dempsey - Proton Racing   | Christian Ried Jaxon Evans Matt Campbell                 | Porsche 911 RSR-19       | M     | 186  | +18 okrążeń   |
| 24                | LMGTE Am      | #88 Dempsey - Proton Racing   | Andrew Haryanto Marco Seefried Alessio Picariello        | Porsche 911 RSR-19       | M     | 186  | +18 okrążeń   |
| 25                | LMGTE Am      | #54 AF Corse                  | Thomas Flohr Francesco Castellacci Giancarlo Fisichella  | Ferrari 488 GTE Evo      | M     | 186  | +18 okrążeń   |
| 26                | LMGTE Am      | #85 Iron Lynx                 | Rahel Frey Michelle Gatting Sarah Bovy                   | Ferrari 488 GTE Evo      | M     | 185  | +19 okrążeń   |
| 27                | LMGTE Am      | #86 GR Racing                 | Michael Wainwright Benjamin Barker Tom Gamble            | Porsche 911 RSR-19       | M     | 185  | +19 okrążeń   |
| 28                | LMGTE Am      | #61 AF Corse                  | Christoph Ulrich Simon Mann Toni Vilander                | Ferrari 488 GTE Evo      | M     | 185  | +19 okrążeń   |
| 29                | LMGTE Am      | #47 Cetilar Racing            | Roberto Lacorte Giorgio Sernagiotto Antonio Fuoco        | Ferrari 488 GTE Evo      | M     | 184  | +20 okrążeń   |
| 30                | LMGTE Am      | #46 Team Project 1            | Dennis Olsen Anders Buchardt Maxwell Root                | Porsche 911 RSR-19       | M     | 183  | +21 okrążeń   |
| 31                | LMGTE Am      | #388 Rinaldi Racing           | Pierre Ehret Christian Hook Jeroen Bleekemolen           | Ferrari 488 GTE Evo      | M     | 182  | +22 okrążenia |
| 32                | LMGTE Am      | #33 TF Sport                  | Ben Keating Dylan Pereira Felipe Fraga                   | Aston Martin Vantage AMR | M     | 175  | +29 okrążeń   |
| 33                | Hypercar      | #8 Toyota Gazoo Racing        | Sébastien Buemi Kazuki Nakajima Brendon Hartley          | Toyota GR010 Hybrid      | M     | 161  | +43 okrążenia |
| Niesklasyfikowani |               |                               |                                                          |                          |       |      |               |
|                   | LMP2          | #38 Jota                      | Roberto González António Félix da Costa Anthony Davidson | Oreca 07                 | G     | 112  | [ e ]         |
| Nie ukończyli     |               |                               |                                                          |                          |       |      |               |
|                   | Hypercar      | #708 Glickenhaus Racing       | Luis Felipe Derani Gustavo Menezes Olivier Pla           | Glickenhaus 007 LMH      | M     | 90   |               |
|                   | LMGTE Am      | #60 Iron Lynx                 | Claudio Schiavoni Andrea Piccini Matteo Cressoni         | Ferrari 488 GTE Evo      | M     | 37   |               |

### Statystyki

#### Najszybsze okrążenie
| Klasa     | Kierowca           | Zespół                    | Czas     | Okr. |
| --------- | ------------------ | ------------------------- | -------- | ---- |
| Hypercar  | Mike Conway        | #7 Toyota Gazoo Racing    | 1:36,951 | 181  |
| LMP2      | Filipe Albuquerque | #22 United Autosports USA | 1:39,602 | 162  |
| LMGTE Pro | Kévin Estre        | #92 Porsche GT Team       | 1:46,339 | 4    |
| LMGTE Am  | Alessio Rovera     | #83 AF Corse              | 1:46,917 | 6    |
| Źródło    |                    |                           |          |      |